# جایزه بهترین ورزشکار بین‌المللی
جایزه بهترین ورزشکار بین‌المللی (انگلیسی: Best International Athlete ESPY Award) جایزه‌ای است که به بهترین ورزشکار فارغ از جنسیت و نوع ورزش اهدا می‌شود.
باید اعتراف کرد که بهترین یا برجسته‌ترین کسانی بودند که در خارج از کشورشان زندگی می‌کردند یا از شهروندی برخوردار نیستند.از سال ۲۰۰۸ تا ۲۰۰۹ جایزه به دو بخش برترین ورزشکار بین‌المللی زن و مرد تقسیم شد. این جایزه بعد از سال ۲۰۰۹ متوقف شد اما در سال ۲۰۱۲ دوباره بازسازی شد.

## فهرست برندگان
| سال  | تصویر                     | ورزشکار           | ملیت            | تیم                                             | رقابت، فدراسیون، یا لیگ                   | ورزش        | منبع   |
| ---- | ------------------------- | ----------------- | --------------- | ----------------------------------------------- | ----------------------------------------- | ----------- | ------ |
| ۲۰۰۶ | Albert Pujols in 2008     | Albert Pujols     | جمهوری دومینیکن | سنت لوئیس کاردینالز                             | لیگ برتر بیس‌بال آمریکا                    | بیسبال      | [ ۲ ]  |
| ۲۰۰۷ | Roger Federer in 2007     | راجر فدرر         | سوئیس           | —                                               | انجمن تنیس حرفه‌ای                         | تنیس        | [ ۳ ]  |
| ۲۰۰۸ | Lorena Ochoa in 2008      | Lorena Ochoa      | مکزیک           | —                                               | LPGA Tour                                 | گلف         | [ ۴ ]  |
| ۲۰۰۹ | Usain Bolt in 2009        | یوسین بولت        | جامائیکا        | —                                               | —                                         | دو و میدانی | [ ۵ ]  |
| ۲۰۱۲ | Lionel Messi in 2012      | لیونل مسی         | آرژانتین        | باشگاه فوتبال بارسلونا تیم ملی فوتبال آرژانتین  | لا لیگا فیفا/یوفا/اتحادیه فوتبال آرژانتین | فوتبال      | [ ۶ ]  |
| ۲۰۱۳ | Usain Bolt in 2013        | یوسین بولت        | جامائیکا        | —                                               | —                                         | دو و میدانی | [ ۷ ]  |
| ۲۰۱۴ | Cristiano Ronaldo in 2013 | کریستیانو رونالدو | پرتغال          | باشگاه فوتبال رئال مادرید تیم ملی فوتبال پرتغال | لا لیگا فیفا/یوفا/فدراسیون فوتبال پرتغال  | فوتبال      | [ ۸ ]  |
| ۲۰۱۵ | Lionel Messi in 2015      | لیونل مسی         | آرژانتین        | باشگاه فوتبال بارسلونا تیم ملی فوتبال آرژانتین  | لا لیگا فیفا/یوفا/اتحادیه فوتبال آرژانتین | فوتبال      | [ ۹ ]  |
| ۲۰۱۶ | Cristiano Ronaldo in 2016 | کریستیانو رونالدو | پرتغال          | باشگاه فوتبال رئال مادرید تیم ملی فوتبال پرتغال | لا لیگا فیفا/یوفا/فدراسیون فوتبال پرتغال  | فوتبال      | [ ۱۰ ] |
| ۲۰۱۷ | Usain Bolt in 2017        | یوسین بولت        | جامائیکا        | —                                               | —                                         | دو و میدانی | [ ۱۱ ] |